# Небо зовёт
«Небо зовёт» — советский фантастический художественный фильм, поставленный на киностудии им. А. Довженко в 1959 году режиссёрами Александром Козырем и Михаилом Карюковым.
Премьера фильма состоялась 12 сентября 1959 года.

## Сюжет
В прологе фильма писатель-фантаст Троян приезжает в Ракетный институт с целью сбора материала для книги о космических путешествиях. Он расспрашивает учёного Евгения Корнева (Иван Переверзев) о перспективах полёта человека в космос и знакомится с инженером Андреем Гордиенко (Александр Шворин), который показывает писателю макеты первых искусственных спутников Земли, а также проекта орбитальной станции. Дальнейшее действие происходит в будущем и является сюжетом научно-фантастической книги Трояна, главными героями которой он изобразил Корнева и Гордиенко…
…Научная экспедиция из двух космонавтов — Корнева и Григория Сомова — готовится к первому в истории полёту на Марс. Ожидая команду на старт, они находятся на советской орбитальной станции. Вскоре туда прибывает американский корабль «Тайфун», который также собирается лететь на Красную планету.
Пытаясь любой ценой опередить «советских», экипаж из двух американцев — Роберта Кларка и Эрвина Верста — следуя приказу своих «боссов» из синдиката «Космос» (тем нужна лишь сенсация), без предупреждения стартует раньше, тем самым подвергнув риску жизнь Сомова, который в тот момент находился на стартовой площадке.
Советская ракета «Родина» с Корневым и заменившим Сомова Андреем Гордиенко на борту также отправляется к Марсу.
Американцы летят по неоптимальному маршруту и вскоре сбиваются с курса, в результате чего «Тайфуну» грозит падение на Солнце. Советские космонавты, приняв сигнал бедствия, меняют курс, чтобы спасти американский экипаж. Им это удаётся, но теперь их запасов горючего для полёта на Марс уже недостаточно, и «Родина» совершает вынужденную посадку на астероид (1566) Икар.
Земля организует спасение своих героев, отправив сначала беспилотную ракету с запасом топлива, которая однако терпит катастрофу, а потом ещё одну, с космонавтом на борту…
В конце фильма действие вновь переносится «в наши дни», где писатель Троян, завершив зачитывать свою рукопись сотрудникам Ракетного института, интересуется мнением Корнева, спрашивая: «Не очень намудрил?» Тот отвечает, что «не очень» и далее фильм завершается его тирадой: «Мы только разведчики космоса. И человек овладеет космосом! В добрый путь, юное поколение!»

## В ролях
- Иван Переверзев — учёный Евгений Корнев
- Александр Шворин — Андрей Гордиенко
- Константин Барташевич — астронавт Роберт Кларк
- Гурген Тонунц — астронавт Эрвин Верст
- Валентин Черняк — Григорий Сомов
- Виктор Добровольский — Василий Демченко, начальник орбитальной станции
- Александра (Алла) Попова — Вера Корнева
- Таисия Литвиненко — врач Лена
- Лариса Борисенко — студентка Ольга
- Лев Лобов — кинооператор Сашко
- Сергей Филимонов — писатель Троян
- Мария Самойлова — мать Кларка
- Михаил Белоусов — эпизод (в титрах не указан)

## Съёмочная группа
- Сценарий — Алексея Сазонова, Евгения Помещикова
при участии — Михаила Карюкова
- Художественный руководитель — Тимофей Левчук
- Постановка — Александра Козыря, Михаила Карюкова
- Главный оператор — Николай Кульчицкий
- Художник-постановщик — Юрий Швец
- Композитор — Юлий Мейтус
- Звукооператор — Георгий Парахников
- Режиссёр — В. Фокин
- Монтаж — Л. Мхитарьянц
- Художники:
по костюмам — Г. Глинкова
по гриму — Е. Одинович
- Комбинированные съёмки:
Операторы — Франц Семянников, Н. Илюшин
Художники — Юрий Швец, Г. Лукашов
- Консультанты:
член-корреспондент АН УССР — Авенир Яковкин
конструктор — Александр Борин[1]
- Редакторы — Рената Король, А. Перегуда
- Государственный оркестр УССР
Дирижёр — Вениамин Тольба
- Экспериментальный ансамбль электромузыкальных инструментов (дирижёр В. Мещерин)[2]
- Директор картины — Татьяна Кульчицкая

## Американские версии фильма
В 1962 году в США вышла «американизированная» версия фильма под названием «Битва за пределами Солнца». В этой работе участвовали режиссёр Роджер Корман, ассистент продюсера Джек Хилл и молодой студент Фрэнсис Коппола. Начинающий режиссёр перемонтировал и переозвучил фильм, при этом удалив всю «антиамериканскую пропаганду» и кириллические надписи, а также доснял сцену битвы двух марсианских монстров. Кроме того, время действия в картине перенесено в будущее, когда Земля, пережив ядерный конфликт, была разделена на две сверхдержавы — «Север» и «Юг», расположившиеся на соответствующих полушариях. Лента была выпущена в прокат кинокомпанией American International Pictures.
В 1968 году в США вышел фильм «Космическая одиссея 2001 года», в котором использовались рисунки и графические решения из «Неба…», созданные художником-фантастом Юрием Швецом.
Некоторые сцены космических полётов использованы в другой американской «локализации» 1965 года — «Путешествие на планету доисторических женщин».